# 梅尔屈埃
梅尔屈埃（法語：Mercuer，法語發音：[mɛʁkɥe]）是法国阿尔代什省的一个市镇，属于拉让蒂耶尔区。

## 地理
梅尔屈埃（44°37'52"N, 4°21'29"E）面积7.57 平方千米，位于法国奥弗涅-罗讷-阿尔卑斯大区阿尔代什省，该省份为法国东南部内陆省份，北起顺时针与卢瓦尔省、伊泽尔省、德龙省、沃克吕兹省、加尔省、洛泽尔省和上盧瓦爾省接壤。
与梅尔屈埃接壤的市镇（或旧市镇、城区）包括：阿永、欧布纳、拉贝居德、普拉德、圣艾蒂安德丰贝隆。

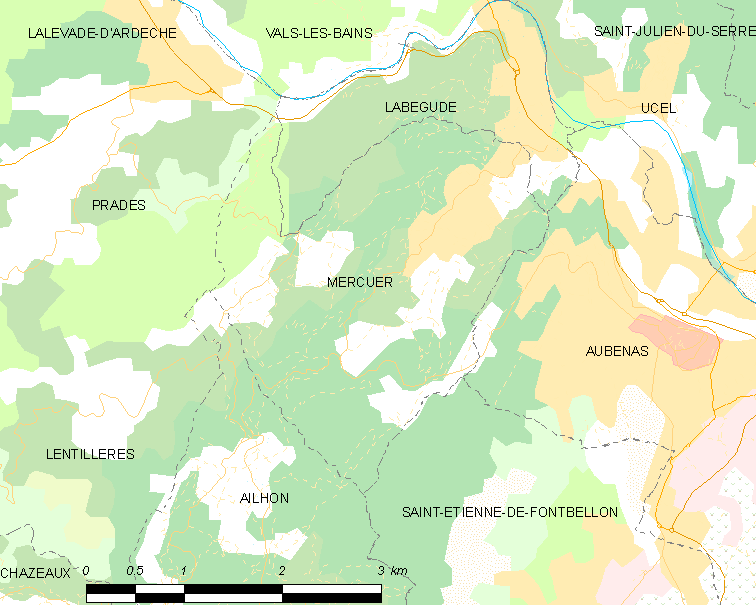
梅尔屈埃的OSM定位图

梅尔屈埃的时区为UTC+01:00、UTC+02:00（夏令时）。

## 行政
梅尔屈埃的邮政编码为07200，INSEE市镇编码为07155。

## 政治
梅尔屈埃所属的省级选区为欧布纳第二县。

## 人口

1962-2008年间梅尔屈埃人口变化图示

梅尔屈埃于2022年1月1日时的人口数量为1315人。